# David Broome
David McPherson Broome (ur. 1 marca 1940 w Cardiff) – brytyjski jeździec sportowy, dwukrotny medalista olimpijski, pięciokrotny olimpijczyk.

## Życiorys
Startował w skokach przez przeszkody. Zdobył brązowy medal w tej konkurencji w konkursie indywidualnym na igrzyskach olimpijskich w 1960 w Rzymie, ustępując tylko reprezentantom gospodarzy, braciom Raimondo i Piero D’Inzeo. W konkursie drużynowym zespół brytyjski nie zakwalifikował się do finału. Na igrzyskach olimpijskich w 1964 w Tokio Broome zajął 21. miejsce indywidualnie i 4. miejsce drużynowo.
Ponownie zdobył brązowy medal na igrzyskach olimpijskich w 1968 w Meksyku, za Amerykaninem Billem Steinkrausem i swą koleżanką z reprezentacji Wielkiej Brytanii Marion Coakes. O brązowym medalu zadecydowała dogrywka, w której Broome uzyskał najlepszy czas. W konkursie drużynowym Brytyjczycy zajęli 8. miejsce. Broome zajął 14. miejsce w konkursie indywidualnym i 4. miejsce w konkursie drużynowym na igrzyskach olimpijskich w 1972 w Monachium.
Po wielu latach przerwy wystąpił na igrzyskach olimpijskich w 1988 w Seulu, zajmując 4.–5. miejsce w konkursie indywidualnym i 6. miejsce w konkursie drużynowym.
Był również indywidualnym mistrzem świata w 1970 w La Baule i brązowym medalistą w 1960 w Wenecji, a w drużynie mistrzem świata w 1978 w Akwizgranie oraz brązowym medalistą w 1982 w Dublinie i w 1990 w Sztokholmie. Zdobył złote medale mistrzostw Europy w konkursie indywidualnym w 1961 w Akwizgranie, w 1967 w Rotterdamie i w 1969 w Hickstead, a drużynowo złoty medal w 1979 w Rotterdamie oraz srebrne medale w 1977 w Wiedniu, w 1983 w Hickstead i w 1991 w La Baule.

## Odznaczenia
- Komandor Orderu Imperium Brytyjskiego – 1970[1]